# Ivona Fialková
Ivona Fialková (ur. 22 listopada 1994 w Breźnie) – słowacka biathlonistka. W Pucharze Świata zadebiutowała 13 stycznia 2012 roku w Novym Měscie, gdzie zajęła 84. miejsce w sprincie. Pierwsze punkty zdobyła 2 marca 2017 roku w Pjongczang, zajmując 17. miejsce w tej samej konkurencji. W klasyfikacji końcowej sezonu 2017/2018 zajęła 60. miejsce. W 2016 roku wystąpiła na mistrzostwach świata w Oslo, gdzie zajęła między innymi 43. miejsce w sprincie oraz czternaste w sztafecie. Podczas rozgrywanych trzy lata później mistrzostw świata w Östersund zajęła 33. miejsce w sprincie, 37. w biegu pościgowym oraz szóste w sztafecie. Brała też udział w igrzyskach olimpijskich w Pjongczangu w 2018 roku, gdzie uplasowała się na 64. pozycji w biegu indywidualnym, 74. w sprincie i piątej pozycji w sztafecie.
Jej siostra, Paulína, także jest biathlonistką.

## Osiągnięcia

### Igrzyska olimpijskie
| Rok  | Miejscowość | Konkurencje | Konkurencje | Konkurencje | Konkurencje | Konkurencje | Konkurencje | Konkurencje |
| Rok  | Miejscowość | IN          | SP          | PU          | MS          | RL          | MR          | SR          |
| ---- | ----------- | ----------- | ----------- | ----------- | ----------- | ----------- | ----------- | ----------- |
| 2018 | Pjongczang  | 64.         | 74.         | –           | –           | 5.          | –           | nd.         |
| 2022 | Pekin       | 46.         | 41.         | 36.         | –           | 19.         | 17.         | nd.         |

### Mistrzostwa świata
| Rok  | Miejscowość | Konkurencje | Konkurencje | Konkurencje | Konkurencje | Konkurencje | Konkurencje | Konkurencje |
| Rok  | Miejscowość | IN          | SP          | PU          | MS          | RL          | MR          | SR          |
| ---- | ----------- | ----------- | ----------- | ----------- | ----------- | ----------- | ----------- | ----------- |
| 2016 | Oslo        | 79.         | 43.         | 53.         | –           | 14.         | –           | nd.         |
| 2017 | Hochfilzen  | 66.         | –           | –           | –           | 8.          | –           | nd.         |
| 2019 | Östersund   | 70.         | 33.         | 37.         | –           | 6.          | 12.         | –           |
| 2020 | Anterselva  | 40.         | 9.          | 6.          | 25.         | 17.         | –           | –           |
| 2021 | Pokljuka    | 79.         | 65.         | –           | –           | 21.         | 18.         | –           |
| 2023 | Oberhof     | 65.         | 47.         | 44.         | –           | –           | –           | –           |

### Mistrzostwa świata juniorów
| Rok  | Miejscowość  | Konkurencje | Konkurencje | Konkurencje | Konkurencje | Konkurencje | Konkurencje | Konkurencje |
| Rok  | Miejscowość  | IN          | SP          | PU          | MS          | RL          | MR          | SR          |
| ---- | ------------ | ----------- | ----------- | ----------- | ----------- | ----------- | ----------- | ----------- |
| 2011 | Nové Město   | 52.         | 42.         | 36.         | nd.         | 17.         | nd.         | nd.         |
| 2012 | Kontiolahti  | 7.          | 52.         | 57.         | nd.         | 10.         | nd.         | nd.         |
| 2013 | Obertilliach | 30.         | 14.         | 15.         | nd.         | 9.          | nd.         | nd.         |
| 2014 | Presque Isle | 27.         | 9.          | 11.         | nd.         | –           | nd.         | nd.         |
| 2015 | Mińsk        | 43.         | 14.         | 23.         | nd.         | 7.          | nd.         | nd.         |

### Puchar Świata

#### Miejsca w klasyfikacji generalnej
| Sezon     | Miejsce |
| --------- | ------- |
| 2011/2012 | –       |
| 2013/2014 | –       |
| 2014/2015 | –       |
| 2015/2016 | –       |
| 2016/2017 | 66.     |
| 2017/2018 | 60.     |
| 2018/2019 | 69.     |
| 2019/2020 | 44.     |
| 2020/2021 | 61.     |
| 2021/2022 | 49.     |
| 2022/2023 | 78.     |